# Zanoškar
Zanoškar je priimek več znanih Slovencev:
- Matjaž Zanoškar (*1951), organizator dela in politik
- Matjaž Zanoškar, kolesar
- Primož Zanoškar, fotograf, popotnik
- Samo Zanoškar (*1963), polkovniki SV in vojaški diplomat
- Zvone Zanoškar (1930 - 2013), kolesar, športni delavec